# Landgraben (Gemeinde Pöndorf)
Landgraben ist ein Ort im Hausruckviertel Oberösterreichs und gehört zur Gemeinde Pöndorf im Bezirk Vöcklabruck.

## Geographie
Der Ort befindet sich etwa 30 Kilometer nordöstlich von Salzburg, 23 Kilometer westlich von Vöcklabruck und 9½ Kilometer von Vöcklamarkt, direkt nordwestlich von Kirchham/Pöndorf am Kirchhamer Bach.
Das Rotte liegt am Südfuß des Kobernaußerwalds im Vöckla-Ager-Hügelland, auf um die 550 m ü. A. Höhe an der L508 Kobernaußer Straße, die die B1 Wiener Straße mit der L508 Kobernaußer Straße verbindet.
Der Ort umfasst ein Dutzend Gebäude.
Nachbarorte
| Pading    |                                             | Bergham            |
|           | Kompassrose, die auf Nachbargemeinden zeigt |                    |
| Brunnwies |                                             | Kirchham (Pöndorf) |

## Geschichte und Sehenswürdigkeiten

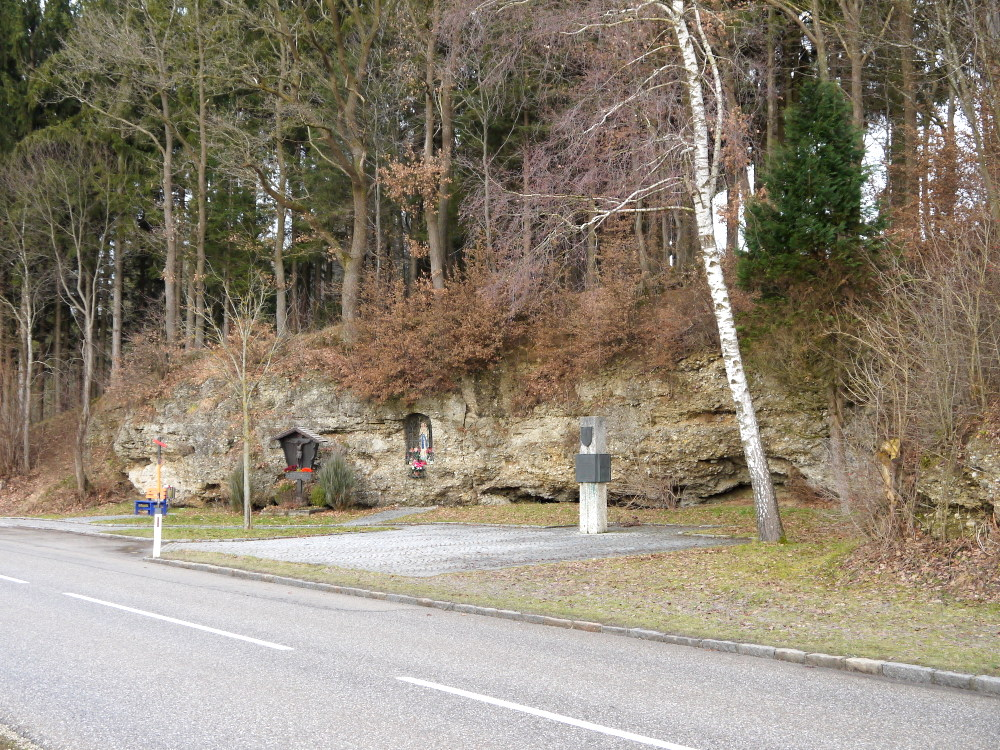
Der Landgraben

Der Ort heißt nach dem „Landgraben“, dem Grenzwall der jahrhundertelangen Grenze Österreichs zu Bayern. Die wurde wohl nach 1437 unter Kaiser Friedrich III. vom Vogt Reinprecht von Wallsee errichtet (urkundlich genannt 1581). 1799 wurde er durch die Übernahme des Innkreises hinfällig. Die Reste der Anlage befinden sich westlich des Orts und stehen unter Denkmalschutz.